# فرد و جورج ویزلی
فرد و جورج ویزلی، از شخصیت‌های تخیلی مجموعه داستان‌های هری پاتر نوشته جی کی رولینگ هستند. این دو شخصیت برادر دوقلو از خانواده ویزلی که برادر بزرگتر رون و جینی و دوستان هری پاتر می‌باشند. فرد و جورج ویزلی از اعضای اولیه ارتش دامبلدور بودند که بعد از خروج از هاگوارتز به محفل ققنوس پیوستند. این دو بنیانگذار فروشگاه شوخی ویزلی‌ها در کوچه دیاگون هستند، فروشگاهی که پس از فارغ التحصیلی برای فروش شوخی های شیطانی خود باز کردند. دوقلوی همسان جیمز و الیور فلپس شخصیت دوقلوهای ویزلی را در مجموعه فیلم هری پاتر ایفا کردند.